# Bellflower (film)
Bellflower è un film del 2011 diretto da Evan Glodell. È stato prodotto con un budget ridottissimo a Ventura, California. La pellicola è stata candidata per il premio "Independent Spirit John Cassavetes Award" per essere stato realizzato con meno di $500,000.

## Trama
Alcune immagini vanno al ritroso mostrando disperazione, rabbia e odio. In alcune di queste scene si intravedono una ragazza che punta un coltello contro quella che una volta era la sua migliore amica. Una macchina che freccia nella strada. Un incidente stradale. Un uomo che guarda nel vuoto. Un lanciafiamme.
Woodrow e Aiden, due ragazzi provenienti dal Wisconsin e emigrati verso Los Angeles, si trasferiscono nella periferia di Bellflowers. Entrambi vivono in piccole abitazioni, e passano le giornate facendo esperimenti per riuscire a costruire un lanciafiamme. Il loro grande sogno infatti è quello di essere come i protagonisti di “Mad Max”: vivere nel bel mezzo del nulla, forniti soltanto di una macchina dell'apocalisse e di un lanciafiamme, mangiando lepri. Aiden per far trovare una ragazza all'amico, decidere di recarsi in un bar dove un presentatore annuncia una gara per un buono di cinquanta dollari, dove partecipano Woodrow e Milly, una ragazza che frequenta abitualmente il locale. La ragazza ne esce vincitrice, ma questo permette a Woodrow e Aiden di conoscere Milly e la sua migliore amica Courtney, che si invaghisce di Aiden. Woodrow è particolarmente geloso dell'amico, visto che riesce a essere più aperto di lui, ma Milly lo rincuora e, conoscendosi, si danno appuntamento per il giorno successivo.
Milly racconta tutta la vicenda a Mike, il suo compagno di stanza, che non sembra essere affatto contento delle nuove conoscenze della coinquilina. Milly e Woodrow si incontrano per l'appuntamento, e decidono, dopo soltanto alcuni secondi, di andare dall'alta parte del paese, precisamente in Texas, per mangiare in un ristorante economico. Così inizia il loro viaggio, fatto quasi di follia, ma che farà nascere qualcosa tra di loro che sembra proprio amore. Tuttavia, Milly avverte quasi Woodrow di non voler diventare la sua ragazza perché sa che prima o poi l'avrebbe fatto soffrire. Nonostante questo i due si mettono insieme. Tornati a casa, Milly ricorda che è il compleanno di Courtney, che ha dato una festa a casa sua dove partecipano anche Mike e Aiden. Durante la festa scoppia un litigio fra Mike e una ragazza, causato dal fatto che quest'ultimo ha accusato l'uomo di averle toccato il sedere. Per vendicarsi, Aiden ci prova con la ragazza, ma interviene il fidanzato, che viene poi steso da Woodrow. Finita la festa, Aiden e Courtney si baciano, ma quest'ultima non è affatto contenta, e quando Aiden, Milly e Woodrow si recano alle rispettive abitazioni, Mike inveisce contro di loro.
Il tempo passa e Mike e Courtney flettono, senza ufficializzare niente. Tuttavia, la monotonia stanca tutti, arrivando a tal punto che Milly, stanca di Woodrow, lo tradisce con Mike, venendo scoperta sul fatto dal proprio fidanzato. Il ragazzo, indignato, ha uno scontro con Mike, che termina con la vittoria dello stesso. Ma appena esce fuori di casa, Woodrow ha un incidente con una macchina. Courtney cerca di parlare con l'amica, ma ci rinuncia quando viene a sapere che si è trasferita a casa di Mike e che non ha alcuna voglia di farsi biasimare. Uscito dall'ospedale, Woodrow cerca di riprendersi la vita di prima, senza riuscirci. Courtney, che intanto ha rinunciato completamente ad Aiden, lo consola, finendo per avere un rapporto sessuale con lui. Prima del rapporto sessuale, Woodrow scopre che Courtney ha una pistola sempre posta all'interno della sua borsa. Un giorno, Mike bussa alla porta dei due amici, chiedendo le cose appartenenti a Milly. Aiden dice di non farsi più vedere da quelle parti, altrimenti lo avrebbe ammazzato. Woodrow guarda attentamente lo scatolone con all'interno gli oggetti personali dell'ex fidanzato, e decide di prendere il lanciafiamme e di bruciarle tutte davanti alla casa di Milly. Mentre quest'ultima si dispera, Mike decide di vendicarsi, e questo causa la fuga di Aiden dalla città – ricercato dalla polizia – e l'arrivo di Mike all'ospedale, colpito dal primo. Milly comprende di aver sempre amato Woodrow e per questo cerca di tornare con lui, ma appena torna a casa sua, ascolta una discussione tra lui e la sua migliore amica dove capisce tutto quello che è avvenuto. Volendosi vendicare, lo fa rapire e anestetizzare, facendogli poi una barba finta. Courtney decide di affrontare una volta per tutte la sua ex migliore amica. Le due si aggrediscono, e Milly caccia fuori di casa Courtney minacciandola con un coltello. Woodrow, svegliato dall'anestesia, si reca da Milly, e la violenta. Uscito fuori, si reca in macchina, e Courtney, capendo che ha rinunciato a nulla per un uomo che non l'ha mai amata, decide di suicidarsi.
In realtà era tutto un Flashforward che Woodrow ha avuto mentre guardava la scatola ripiena degli oggetti di Milly. Uscito fuori con Aiden, quest'ultimo gli chiede se vuole andarsene lontano per vivere il loro sogno stesso quella notte.
Appaiono varie immagini in cui si possono vedere due percorsi alternativi: uno in cui avvengono tutti gli eventi narrati in precedenza, aggiungendo un ritorno di Milly dopo che Woodrow l'ha violentata. Un altro invece, mostra Woodrow e Aiden nel bel mezzo del deserto, come avevano sempre sognato.